# Camilo III Gonzaga
Camilo III Gonzaga, (em italiano:  Camillo III Gonzaga) (Novellara, 23 de agosto de 1649 – Novellara, 16 de agosto de 1727), foi um nobre italiano da família Gonzaga, oitavo Conde de Novellara, que reinou entre 25 de julho de 1678 e 16 de maio de 1727.
Camilo pertencia ao ramo dos Gonzaga-Novellara da família Gonzaga.

## Biografia
Filho de Afonso II Gonzaga, conde de Novellara, e de Ricarda Cybo-Malaspina (1622-1683), filha de Carlos I Cybo-Malaspina, duque de Massa e Carrara.
Camilo sucede ao pai em 1678, com 29 anos, no condado de Novellara com o título de Camilo III (a investidura imperial, de quem Novellara era feudo, será concretizada apenas no ano seguinte). O novo soberano governou com poucos meios e muita coragem, dividindo o seu tempo entre a caça e os negócio de Estado, não sobre-carregando os seus súbditos e suportando até do seu próprio bolso, algumas despesas estatais.
Em 1695 casou com Matilde d'Este, filha de Sigismundo III d'Este, marquês de San Martino, e de Teresa Maria Grimaldi, de quem terá três filhos. Porém, em 1714, a mulher, num acesso de ciúmes, tentou envenená-lo com arsénico; como punição o Conde devolveu-a ao pai, ficando com a guarda dos filhos.
Quando morre, em 16 de agosto de 1727, aos 77 anos, o pesar dos seus súbditos foi geral e sincero. Sucede-lhe o filho, Filipe Afonso, que morre com tuberculose após um ano de reinado.
Como Felipe Afonso não deixou filhos varões nem parentes colaterais na linhagem masculina, de acordo com a lei sálica a dinastia morreu com ele e o condado foi confiscado pela câmara fiscal (Hofkammer) do Sacro Império Romano-Germânico como feudo imperial vago, embora tenha permanecido temporariamente governado pela irmã de Felipe Afonso, Ricarda. Em 1737, o Imperador Carlos VI concedeu a sua investidura ao Duque de Modena, Reinaldo III de Este, e o condado tornou-se parte integrante dos Estados de Este (Stati Estensi).

## Descendência
Camilo e Matilde tiveram três filhos:
- Ricarda (Ricciarda) (1697 - 1698);
- Ricarda (Ricciarda) (1698 - 1768), casou com Alderano I Cybo-Malaspina, duque de Massa e príncipe de Carrara;
- Filipe Afonso (Filippo Alfonso) (1700 - 1728).

### Brasão de armas
| Brasão | Descrição |
| ------ | --- |
|        | Camilo III Gonzaga (Novellara), como conde soberano de Novellara e Senhor de Bagnolo, usava o brasão dos Gonzaga-Novellara : De prata, com cruz patente de gules acantonada de quatro águias de negro em vôo baixo e coroadas de ouro; sobre o todo, partido: no primeiro em faixa de ouro e de negro; no segundo em faixa de negro e de ouro |